# 키브 코널리
키브 코널리(Kiev Connolly)는 아일랜드의 가수이다. 유로비전 송 콘테스트 1989에서 더 미싱 패신저스와 함께 아일랜드 대표로 참가했다.